# الجودلة (النادرة)

تعديل مصدري - تعديل

الجودلة محلة تابعة لقرية بيت القهمي، التابعة لعزلة الفجرة بمديرية النادرة إحدى مديريات محافظة إب في الجمهورية اليمنية، بلغ تعداد سكانها 83 حسب تعداد اليمن لعام 2004.